# Tropfenerosion

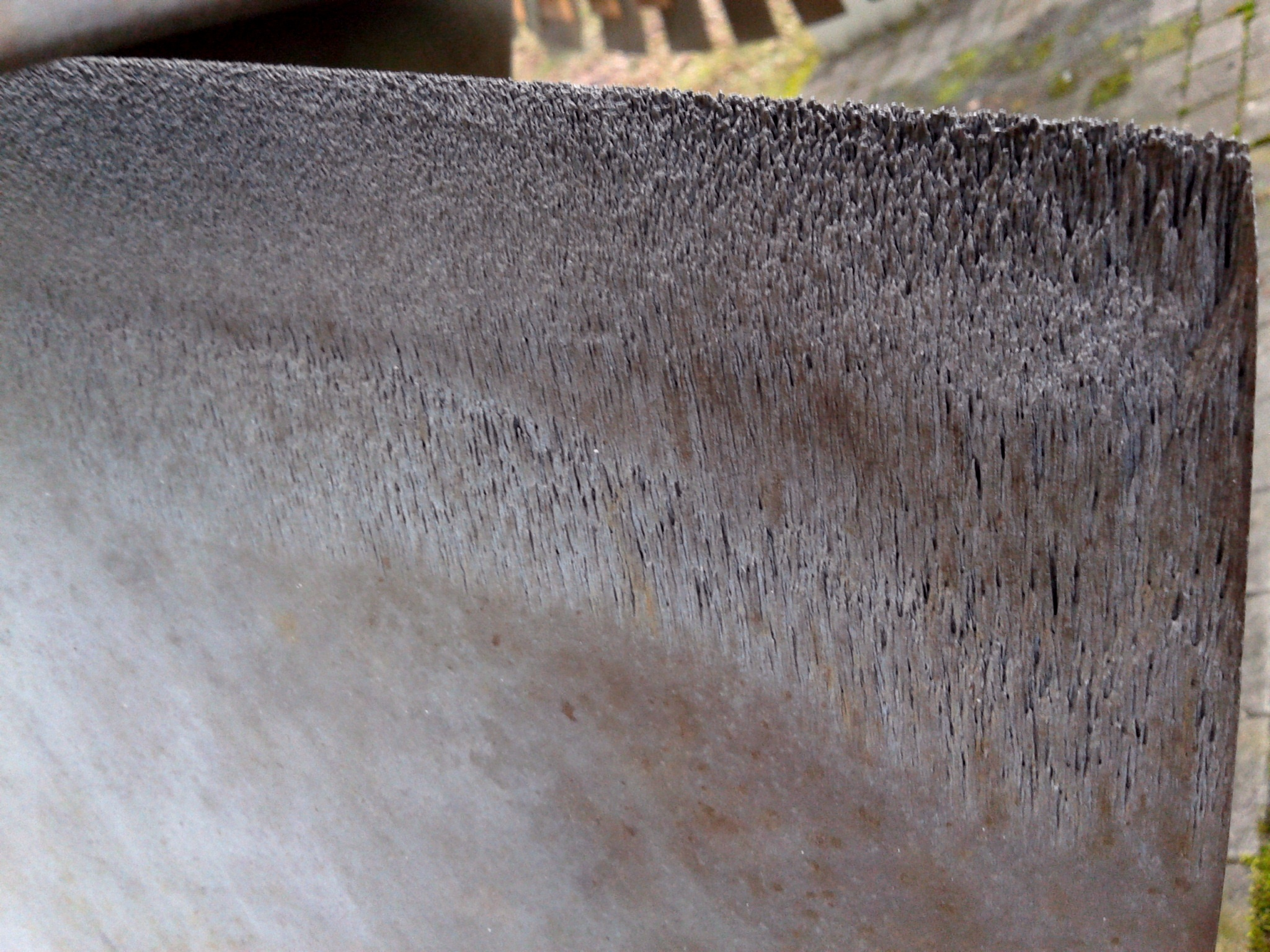
Verschleiß durch Nassdampf an einer Laufschaufel einer Dampfturbine (Heizkraftwerk Altbach/Deizisau)

Als Tropfenerosion oder Tropfenschlag bezeichnet man Erosionsverschleiß durch Flüssigkeitströpfchen. Tropfenerosion ist mikroskopischer Wasserschlag.
Dieser Effekt tritt auf, wenn Tropfen mit hoher Geschwindigkeit auf eine Oberfläche treffen. Obwohl Wasser als Flüssigkeit ja scheinbar "weich" ist, haben die Tropfen aufgrund der Inkompressibilität der Flüssigkeit und des hohen Impulses und der Massenträgheit eine abrasive, erodierende Wirkung. Dies führt bei dauerhaftem Einwirken zum Verschleiß der Oberfläche. 
Da in technischen Gas- und Dampfleitungen und Strömungsmaschinen üblicherweise hohe Geschwindigkeiten auftreten (lokal bis Überschall), haben die Tropfen besonders starke Wirkung, da der Impuls sehr hoch ist und da jede Umlenkung der Strömung eine starke Fliehkraftabscheide-Wirkung hat.
Beispiele:
- Wassereinspritzkühler, bei denen nicht ausreichende Strecke für die Verdampfung der Tropfen bis zur ersten Umlenkung gegeben ist
- Endschaufeln von Kondensationsturbinen
- Regen- oder Nebeltropfen beim Eintritt in den Turboverdichter eines Strahltriebwerkes oder einer Gasturbine

Der unerwünschte Effekt der Tropfenerosion wird beim Wasserstrahlschneiden nutzbar gemacht.